# Давыдово (Волоколамский район)
Давыдово — деревня в Волоколамском районе Московской области России. Входит в состав сельского поселения Кашинское. Население — 2 чел. (2010).

## География
Деревня Давыдово расположена на северо-западе Московской области, в северной части Волоколамского района, на автодороге Р107 Клин — Лотошино, примерно в 8 км к северу от города Волоколамска, с которым связана автобусным сообщением. Ближайшие населённые пункты — деревни Ботово и Козлово.

## Население
| 1859 | 1926 | 2002 | 2006 | 2010 |
| ---- | ---- | ---- | ---- | ---- |
| 95   | ↗203 | ↘1   | ↗2   | →2   |

## История
В «Списке населённых мест» 1862 года Давыдово — владельческая деревня 2-го стана Волоколамского уезда Московской губернии по правую сторону Старицко-Зубцовского тракта от города Волоколамска до села Ярополча, в 9 верстах от уездного города, при колодцах, с 11 дворами и 95 жителями (49 мужчин, 46 женщин).
По данным 1890 года входила в состав Буйгородской волости Волоколамского уезда, число душ мужского пола составляло 50 человек.
В 1913 году — 32 двора.
По материалам Всесоюзной переписи 1926 года — деревня Ботовского сельсовета Буйгородской волости Волоколамского уезда, проживало 203 жителя (95 мужчин, 108 женщин), насчитывалось 43 крестьянских хозяйства.
С 1929 года — населённый пункт в составе Волоколамского района Московского округа Московской области. Постановлением ЦИК и СНК от 23 июля 1930 года округа как административно-территориальные единицы были ликвидированы.
1929—1954 гг. — деревня Ботовского сельсовета Волоколамского района.
1954—1963 гг. — деревня Поповкинского сельсовета Волоколамского района.
1963—1965 гг. — деревня Поповкинского сельсовета Волоколамского укрупнённого сельского района.
1965—1972 гг. — деревня Поповкинского сельсовета Волоколамского района.
1972—1994 гг. — деревня Стеблевского сельсовета Волоколамского района (Поповкинский сельсовет переименован в Стеблевский).
В 1994 году Московской областной думой было утверждено положение о местном самоуправлении в Московской области, сельские советы как административно-территориальные единицы были преобразованы в сельские округа.
1994—2006 гг. — деревня Стеблевского сельского округа Волоколамского района.
С 2006 года — деревня сельского поселения Кашинское Волоколамского муниципального района Московской области.